# Vasco Martins de Melo
Vasco Martins de Melo (c. 1320 – c. 9 de maio de 1388), viveu no século XIV, tendo sido um nobre e cavaleiro do Reino de Portugal. Serviu três reis, D. Pedro, D. Fernando, de quem foi Guarda-mor, e D. João I, sendo membro do Conselho Real deste último. Jogou a favor de Portugal um importantíssimo papel na crise de 1383-1385.

## As primeiras referências nas Crónicas e nos livros das Chancelarias
Recebeu de D. Pedro I o couto de duas partes da sua Quinta de Água de Peixes, que mais tarde e por herança viria a ser pertença dos duques de Cadaval, por descendência de Martim Afonso de Melo, uma mercê que esteve envolta em alguma celeuma na medida em que lhe foi interposto embargo pelos concelhos de Alvito, de Viana e de Vila Nova. Vasco Martins recorreu do embargo para o tribunal competente, tendo recebido sentença favorável. No entanto D. Pedro, ao tomar conhecimento do caso, mandou anular não só a sentença do tribunal como a sua própria mercê, transformando novamente a Quinta de Água de Peixes em propriedade aberta. Sentindo-se desapossado, Vasco Martins voltou a insistir junto do rei, tendo acabado por receber deste o couto das duas referidas partes da sua propriedade por carta datada de 18 de Agosto de 1363.
Durante o Cerco de Lisboa de 1373 pelo rei castelhano D. Henrique II, «o das Mercês», Vasco Martins de Melo entra num combate e é ferido; o seu filho Gonçalo Vasques acorre a defendê-lo e, em resultado deste sucesso, são ambos presos e levados como cativos pelo castelhano João Duque. Pouco depois seriam libertos por intervenção do rei D. Fernando.

## O carcereiro providencial
Cerca de nove anos mais tarde, em 1382, Vasco Martins de Melo prende o Mestre de Avis, o futuro D. João I de Portugal, e Gonçalo Vasques de Azevedo por ordem do Rei D. Fernando, em virtude duma intriga de Leonor Teles. Seguidamente à prisão de ambos, Vasco Martins recebe uma estranha ordem para os matar, que aparentemente provinha de D. Fernando, mas que de facto era uma ordem falsa, enviada por Leonor Teles em nome do rei. A intervenção subsequente de Vasco Martins salvou-lhes a vida.
Vasco Martins, ao receber o alvará com a ordem para matar o Mestre de Avis, não a executou de imediato, por já saber que andavam a ser emitidas ordens falsas em nome do rei, convicção que ainda mais se reforçou quando, algum tempo depois de lhe ter chegado a dita ordem de execução, foi visitado por um mensageiro que procurava saber se a ordem que lhe havia sido enviada já tinha sido cumprida ou não. Assim, tratou antes do mais de comprovar a sua veracidade, e para não entrar em conflito com o mensageiro, respondeu-lhe da seguinte forma: «amigo, vós vedes como já é alta a noite e horas em que se não costuma de fazer justiça, e parece que el-rei, com gran sanha que agora há destes homens, manda fazer isto, e pode ser que depois se arrependeria muito, como já aconteceu a alguns senhores. E se fossem homens d´outro estado, ainda não era tanto de recear, mas matar eu um irmão d´el-rei, e um dos grandes privados que elle tem, por esta maneira, digo-vos que o não cuido de fazer por nenhuma guisa, até de manhã que eu com elle fale, e saiba como é sua mercê de se fazer. E se os elle mandar matar, elles bem guardados estão, e será feito seu mandado; e isto entendo por mais seu serviço ca se fazer perda, a qual depois não podia ser cobrada». No dia seguinte foi falar pessoalmente com o rei, ao qual relatou os acontecimentos e mostrou as ordens recebidas, assim tendo comprovado a sua falsidade. O rei ordenou-lhe silêncio, para que o assunto não se espalhasse. 
Receoso do que poderia acontecer por não ter posto em prática a ordem de Leonor Teles e, por ela, por outros meios, poder mandar matar os prisioneiros, Vasco Martins, dorme e come com os presos, de modo a evitar que algum mal lhes acontecesse. Mandou-os guardar dia e noite por 20 escudeiros, que estavam sempre armados à porta do local onde eles se encontravam.
A rainha D. Leonor Teles, vendo que não alcançava a morte dos prisioneiros, tratou de escrever uma carta a seu tio D. João Afonso, de forma a que o problema fosse resolvido sem grande alvoroço. Assim, e a pedido de D. Leonor, o conde D. João Afonso interveio pessoalmente, visitou a rainha e, após uma conversa com esta, enviaram um mensageiro a Vasco Martins com a ordem de tirar as grilheta aos prisioneiros.    
Vasco Martins trata então de soltar o Mestre de Avis e Gonçalo Vasques de Azevedo, e estes, quando estavam entre a dúvida se haviam de fugir ou não, recebem de Vasco a noticia de que a rainha vinha à cidade ouvir missa à Sé e os queria ver na igreja. Em cumprimento dos desejos da soberana, os dois foram com Vasco à igreja, onde prestaram os seus cumprimentos à rainha e acabaram por receber dela um convite para comerem à sua mesa, procurando assim ela sanar o acontecido.

## Um Guarda-mor português em Castela
Vasco Martins de Melo, nomeado no cargo de copeiro-mor, é designado para ir ao Reino de Castela no séquito da Infanta D. Beatriz de Portugal, filha do rei D. Fernando, que ia casar com o rei João I de Castela e que pelo acordo de casamento de Salvaterra de Magos seria rainha nominal de Portugal, sem poderes efectivos de governação, à morte de D. Fernando, desde que os naturais do reino a recebessem por senhora. Este casamento teve a sua cerimónia final na cidade de Badajoz a 17 de Maio de 1383.
Depois da morte do rei D. Fernando I de Portugal, que faleceu em 22 de Outubro de 1383, o seu genro, o rei D. João I de Castela, estando na cidade de Toledo, deu inicio às exéquias de seu sogro, numa data incerta algures entre o mês de outubro e o mês de novembro de 1383. As exéquias foram realizadas na Sé de Toledo, com todos os presentes vestidos com as cores preta e branca. Após esta cerimónia, no outro dia pela manhã, o rei castelhano depois de voltar a fazer uma visita á já referida Sé de Toledo, deu inicio a um cerimonial em que se apresentou com as suas roupas festivas, juntamente com a rainha D. Beatriz de Portugal, sua esposa. A este cerimonial, que o rei castelhano pretendia dar um fortíssimo cariz político, foi chamado o arcebispo de Toledo e todos os seus cónegos e restante cúria; estes traziam em procissão  uma bandeira em que se encontravam bordadas as insígnias do Reino de Castela e do Reino de Portugal.  Ao chegarem ao pé do rei, depositaram aos pés deste a referida bandeira. 
O rei castelhano mandou então chamar Vasco Martins de Melo, a quem disse que faria alferes-mor dos dois reinos, e que, como tal, levantasse a bandeira pelas ruas da cidade, um sucesso com que se pretendia assinalar a união entre os dois reinos. A Crónica de el-rei João I descreve o acontecimento da seguinte forma: «Fez então el-rei chamar Vasco Martins de Melo, que fora de Portugal com a rainha, e elle veiu logo presente, e el-rei disse que a mais honrosa cousa que em seu reino havia, que oficio fosse, assim era o seu alferes-mor, e que elle por lhe galardoar a sua vinda, que viera de Portugal com a rainha sua mulher, des-ahi pelo conhecer por mui bom, que o fazia seu alferes de Castela e de Portugal, e que tomasse logo aquella bandeira, e a levantasse por elle segundo costume, quando fazem algum rei novamente. Vasco Martins, homem dotado de um profundo sentido político e plenamente consciente da enorme importância daquele acto, respondeu ao rei do seguinte modo (mais uma vez segundo a Crónica de el-rei D. João I: “Vasco Martins disse que lh´o tinha em grande mercê, mas que tal carrego não filharia, por elle ser vassallo d´el-rei de Portugal e seu guarda-mor, e que poderia ser de se receber depois guerra contra o reino de que elle era natural, e cahiria em caso de menos valer.» 

## Na crise de 1383-1385

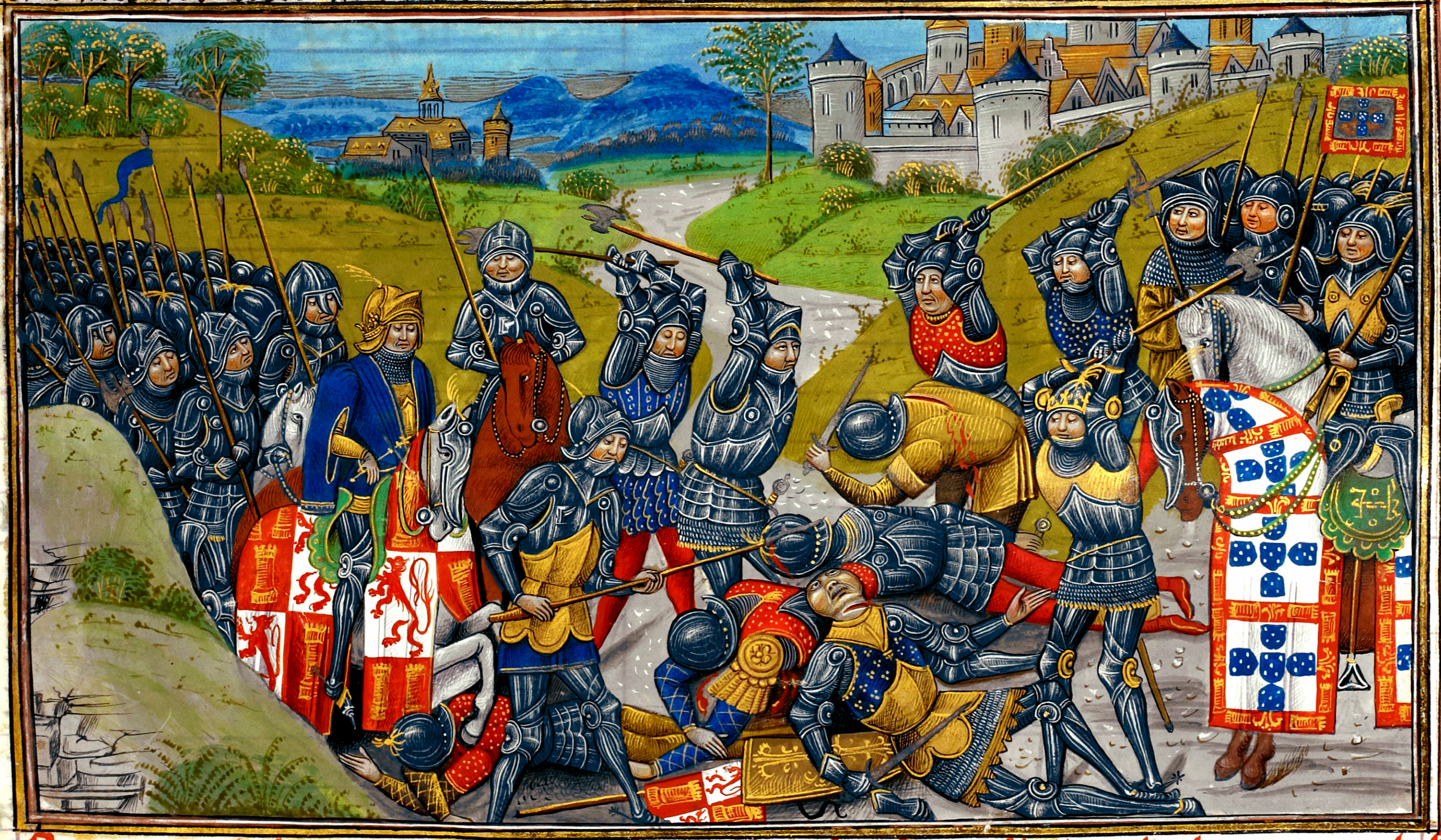
A batalha de Aljubarrota, foi decisiva no desenlace da crise dinástica..

Corriam já os finais do mês de dezembro de 1383, e dava-se o começo dos acontecimento que ficaram registados na história de Portugal como a Crise de 1383—1385, um período de guerra civil e de anarquia, agravado pela guerra contra Castela, resultante do vazio de poder criado com a morte do rei D. Fernando, que não deixou herdeiro varão. 
O rei de Castela, seu genro, aproveitando-se da situação, deu inicio a uma invasão de Portugal, entrando na cidade da Guarda nos finais de Dezembro de 1383, a qual lhe foi entregue diligentemente pelo respectivo bispo português. Mais uma vez Vasco Martins vê-se envolvido nos acontecimentos, pois como Copeiro-mor da Rainha de Castela e potencial herdeira do trono português, D. Beatriz, acompanhara o séquito real castelhano até Fuenteguinaldo, na fronteira de Castela. 
O rei D. João de Castela mandara-lhe dizer, quando saíra de Perosim, que fosse ter com ele à Guarda. Ao chegar à cidade da Guarda, Vasco Martins vai encontrar o seu irmão, Martim Afonso de Melo, 5º senhor de Melo, que detinha o Castelo de Celorico da Beira e o Castelo de Linhares, e que fora o primeiro senhor português a vir prestar vassalagem ao rei castelhano. Segundo reza a Crónica de D. João I, «a Vasco Martins desprouve muito a atitude do irmão, porque ele começara de se vir para o rei castelhano antes que qualquer outro».
O rei castelhano assenta arraiais na Guarda e ali espera que os alcaide-mores dos castelos de Portugal venham à sua presença ou mandem representantes. Um dos alcaides-mores que o rei aguarda é Álvaro Gil Cabral, alcaide-mor da Guarda, que contudo não aparece. Numa tentativa de resolver o caso, o rei envia a Álvaro Gil um emissário, o qual não terá qualquer sucesso.
Ao saber disto, Vasco Martins, sem perder tempo, manda recado pelo seu filho Martim Afonso de Melo a Álvaro Gil. A Crónica de el-rei D. João I narra assim o episódio: «El-rei, vendo que Álvaro Gil não lhe vinha fallar, nem sahía fora do castello, disse a Martim Afonso de Melo que houvesse com elle que lhe fallasse. Fê-lo assim Martim Afonso, e trouxe-o seguro da ida e vinda; falou com elle el-rei, e tornou-se pera seu castelo e não lhe fallou depois mais. Em outro dia Vasco Martins mandou fallar a Álvaro Gil, por Martim Afonso, seu filho, dizendo que fizera grão bem de não vir para el-rei de Castela, nem se lhe desse, que lhe fazia certo que el-rei não jazeria sobre ele, senão que passava por hi e iria seu caminho, e que se tal cousa aviesse que el-rei o quisesse fazer, que lhe prometia de se lançar com elle, com seus filhos, e lhe ajudaria a defender o castelo».
Depois da sua falta de sucesso na Guarda, o rei castelhano resolve experimentar a sua sorte na cidade de Santarem, onde chega a 12 de janeiro de 1383. Na sua companhia segue Vasco Martins de Melo, que no entanto permanecerá nesta cidade por pouco tempo. Mas junto do rei castelhano surgem importantes senhores do Reino de Portugal. Entre eles, e segundo a Crónica de el-rei D. João I: D. Henrique Manuel de Vilhena, senhor do Condado de Ceia e alcaide-mor do Castelo de Sintra, que mais tarde, após Aljubarrota, será obrigado a entregar a D. João I; Gonçalo Vasques de Azevedo, alcaide-mor do Castelo de Torres Novas, Vasco Pires de Camões, alcaide-mor do Castelo de Alenquer, e outros, que assim trocavam a obediência à Coroa de Portugal pela castelhana. Não olhando ao comportamento de Gonçalo Vasques de Azevedo, o dos outros dois não era de espantar, pois Henrique Manuel era castelhano pelo nascimento, e Vasco Pires de Camões galego.  
O facto de o rei castelhano ter na sua presença estes grande senhores de Portugal não foi um sinónimo de apoio abrangente, pois como relata a Crónica do rei D. João I muitos desses senhores não tinham o apoio dos seus vassalos, como aconteceu a Gonçalo Vasques de Azevedo, que recebeu do rei de Castela dinheiro para o soldo, e em seguida o mandou pagar aos seus homens de armas, mas viu esse dinheiro ser por eles recusado.
Um pouco mais tarde, corria o ano de 1385, assistiu junto com os seus filhos Gonçalo Vasques e Vasco Martins às Cortes de Coimbra, cortes essas em que foi aclamado o rei D. João I de Portugal. Logo no seguimento da eleição do rei, e a pedido deste, tomou o Castelo de Coimbra ao então Alcaide-mor, o nobre Gonçalo Mendes de Vasconcelos:
«Ordenou el-rei de se ir ao Porto, com intenção de cobrar alguns lugares dos que naquela comarca de Entre Douro e Minho tinham voz por el-rei de Castela. E antes que partisse de Coimbra, porque não tinha boa suspeita de Gonçalo Mendes de Vasconcelos, especialmente por ser dívido da rainha Dona Leonor Teles, teve que era bem de lhe tomar o castelo e dá-lo a outrem de que fosse seguro. E falou com Vasco Martins de Melo, que, como o visse fora do castelo, que entrasse dentro e o tomasse; e Vasco Martins assim o fez, da qual cousa, posto que muito desprouvesse a Gonçalo Mendes, el-rei o contentou de tal guisa, em outras mercês, que foi de todo pacificado.» 
Segundo a Crónica de el-rei D. João I os filhos de Vasco Martins de Melo, Gonçalo Vasques de Melo e Vasco Martins de Melo «o Moço», que veio a morrer em consequência da Batalha de Aljubarrota em 14 de Agosto de 1385), prestaram grandes serviços à coroa ao envolverem-se na defesa da cidade do Porto atacadas pelas hostes de Castela. Partiram da cidade de Lisboa via marítima, indo na frota que desta cidade foi enviada para socorrer o Porto, sendo o acontecimento descrito na referida crónica da seguinte forma: «… as galés … partiram de Lisboa, todas apavezadas e bem corregidas, com grande alegria, dando às trombetas, dizendo suas saudações, como é costume de mareantes.” … «Os da cidade» (do Porto) «quando viram as galés foram muito ledos com ellas e mandaram logo dizer aos outros. Os das galés isso mesmo como chagaram e lhe disseram como os da cidade sahiram para pelejar com aquelas gentes, sem outra tardança, nem mais espaço, puseram logo as pranchas fora e saltaram todos em terra, Gonçalo Rodrigues de Sousa, Ruy Pereira, Afonso Furtado, Gongalo Vasques e seu irmão e Antão Vasques e Ayres Vasques de Alvalade e outros fidalgos e patrões de galés, com eles levaram até trezentas lanças e quinhentos besteiros e três mil e quinhentos galeotes. Assim eram todos com os da cidade que já ditos são, mil homens de armas e oitocentos besteiros e cinco mil homens a pé, todos com grande vontade de pelejar…» 
Em envolvência de Vasco Martins de Melo na causa nacional levou-o a ser um homem da absoluta confiança do Mestre de Avis como é possível verificar com o acontecimento ocorrido em 8 de Janeiro de 1385, em Torres Vedras, altura em que são presos, por desconfiança do Mestre, o conde de Neiva D. Gonçalo Teles (ou Telo), um seu filho moço, D. Martinho, e Aires Gonçalves de Figueiredo, alcaide-mor do destruído castelo de Gaia, que foi destruído pela população da cidade do Porto, dado que os presos são entregues à guarda de Vasco Martins de Melo.
Além dessa enorme demonstração de confiança o Mestre de Avis faz a doação a Vasco Martins de todos os bens móveis e de raiz que possuía em quaisquer lugares do Reino a Condessa, esposa do falecido conde D. Álvaro Pires de Castro, o seu filho D. Pedro Fernandes de Castro e o seu genro, o Conde D. Pedro (um castelhano, por acaso primo direito do rei João I de Castela), casado com a sua filha D. Isabel de Castro. Exceptuavam-se no entanto desta doação a Vasco Martins de Melo as terras e lugares do Conde de Viana e as que eram dadas por condado ao falecido Conde Álvaro Pires (as do condado de Arraiolos).
Foi em 14 de agosto de 1385 um dos combatentes de Aljubarrota junto com dois dos seus filhos, sendo que perdeu um deles em combate, mais concretamente, Vasco Martins de Melo a quem havia sido dado o epíteto de «o Moço». Pelos serviços prestados à coroa, D. João I de Portugal, que o chama de vassalo, ainda antes e também depois de ser rei, fez-lhe muitas mercês, como foi o caso, a mero título de exemplo, da doação de juro e herdade da renda dos serviços dos judeus da cidade de Beja, bem como de todo o pão do reguengo que o rei possuía no dito lugar e seu termo; faz-lhe ainda a doação de todo o vinho a que tinha direito, assim como do relego, na mesma localidade. Também lhe doa, para ele e seus sucessores, a vila e lugar de Aldeia Galega, junto com a de Merceana, e todas as aldeias anexas, casais, termos e outros locais que as podiam compor, com toda a sua jurisdição de civil e crime.

## Relações familiares
Foi filho de Martim Afonso de Melo, 4.º senhor de Melo e de Marinha Vasques de Albergaria, filha de Estêvão Soares de Albergaria, «o Velho», e de Maria Rodrigues Quaresma. Casou por duas vezes, a primeira com Teresa Correia, filha de Gonçalo Gomes de Azevedo e de Maior Esteves, de quem teve:
1. Gonçalo Vasques de Melo,[24] foi vassalo de D. João I e sucedeu a seu pai em todos os bens que este recebeu da Coroa, por via de uma carta real de mercê datada de 9 de maio de 1388[25] Casou com Constança Martins;[26]

O segundo casamento foi com Maria Afonso de Brito filha de Martim Afonso de Brito e de Isabel Afonso, de quem teve:
1. Martim Afonso de Melo[24] (morto em fevereiro de 1432),[27] senhor de Barbacena, casou por duas vezes, a primeira em 1395 com Beatriz Pimentel, filha de Juan Afonso Pimentel,[28] 1.º conde de Benavente (em Castela), e de D. Joana Teles de Menezes. O segundo casamento foi com Briolanja de Sousa,  filha de Martim Afonso de Sousa, 2.º senhor de Mortágua,[29] «o da Batalha Real» e de Maria de Briteiros;
2. Vasco Martins de Melo "o Moço"[24] (morto na Batalha de Aljubarrota, 14 de Agosto de 1385);[24]
3. Inês Vasques de Melo casada com Martim Afonso Pimentel, vassalo de D. João I,[24] e a quem este rei fez mercê da renda dos tabeliães da cidade de Santarém por carta datada de 21 de Junho de 1389,[30], sendo irmão bastardo de João Afonso Pimentel, senhor de Bragança e Vinhais,[24] e ambos filhos de Rodrigo Afonso de Pimentel, «o Braganção» Comendador-mor da Ordem de Santiago.
4. Maria Afonso.[24]